# Claoxylopsis andapensis
Claoxylopsis andapensis är en törelväxtart som beskrevs av Radcl.-sm.. Claoxylopsis andapensis ingår i släktet Claoxylopsis och familjen törelväxter. Inga underarter finns listade i Catalogue of Life.